# فوكسبورو

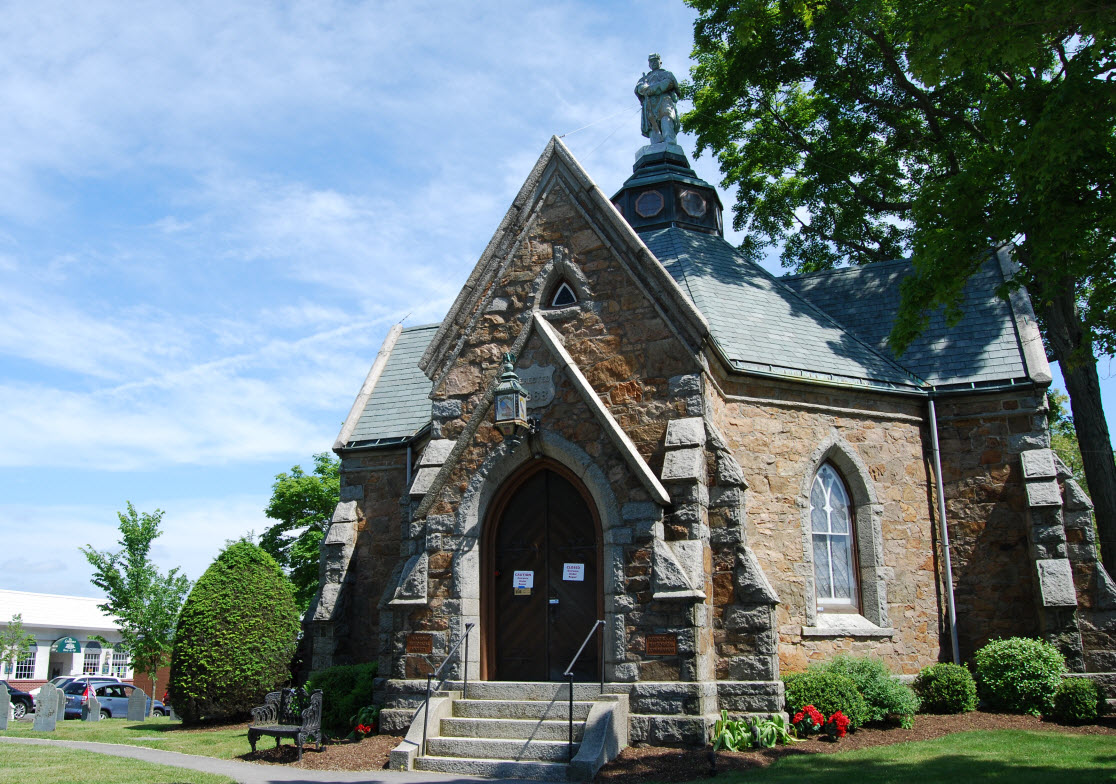
بلدية فوكسبورو

فوكسبورو (بالإنجليزية: Foxborough)‏ مدينة تقع في مقاطعة نورفولك، ولاية ماساتشوستس، الولايات المتحدة. يبلغ عدد سكان المدينة 16,298 نسمة حسب إحصاء سنة 2007 بينما تبلغ مساحتها 54.1 كيلومتر مربع. يقع في المدينة ملعب جيليت.

## المناخ
يظهر الجدول التالي التغييرات المناخية على مدار السنة لفوكسبورو:
| البيانات المناخية لـفوكسبورو             | البيانات المناخية لـفوكسبورو | البيانات المناخية لـفوكسبورو | البيانات المناخية لـفوكسبورو | البيانات المناخية لـفوكسبورو | البيانات المناخية لـفوكسبورو | البيانات المناخية لـفوكسبورو | البيانات المناخية لـفوكسبورو | البيانات المناخية لـفوكسبورو | البيانات المناخية لـفوكسبورو | البيانات المناخية لـفوكسبورو | البيانات المناخية لـفوكسبورو | البيانات المناخية لـفوكسبورو | البيانات المناخية لـفوكسبورو |
| الشهر                                    | يناير                        | فبراير                       | مارس                         | أبريل                        | مايو                         | يونيو                        | يوليو                        | أغسطس                        | سبتمبر                       | أكتوبر                       | نوفمبر                       | ديسمبر                       | المعدل السنوي                |
| ---------------------------------------- | ---------------------------- | ---------------------------- | ---------------------------- | ---------------------------- | ---------------------------- | ---------------------------- | ---------------------------- | ---------------------------- | ---------------------------- | ---------------------------- | ---------------------------- | ---------------------------- | ---------------------------- |
| الدرجة القصوى °ف (°م)                    | 68 (20)                      | 70 (21)                      | 90 (32)                      | 96 (36)                      | 96 (36)                      | 97 (36)                      | 102 (39)                     | 102 (39)                     | 97 (36)                      | 87 (31)                      | 78 (26)                      | 76 (24)                      | 102 (39)                     |
| متوسط درجة الحرارة الكبرى °ف (°م)        | 36 (2)                       | 40 (4)                       | 48 (9)                       | 59 (15)                      | 70 (21)                      | 78 (26)                      | 83 (28)                      | 81 (27)                      | 73 (23)                      | 62 (17)                      | 52 (11)                      | 41 (5)                       | 60.25 (15.69)                |
| متوسط درجة الحرارة الصغرى °ف (°م)        | 18 (−8)                      | 21 (−6)                      | 28 (−2)                      | 37 (3)                       | 47 (8)                       | 57 (14)                      | 62 (17)                      | 61 (16)                      | 53 (12)                      | 42 (6)                       | 33 (1)                       | 24 (−4)                      | 40.25 (4.58)                 |
| أدنى درجة حرارة °ف (°م)                  | −19 (−28)                    | −16 (−27)                    | −4 (−20)                     | 14 (−10)                     | 28 (−2)                      | 37 (3)                       | 42 (6)                       | 39 (4)                       | 30 (−1)                      | 20 (−7)                      | 4 (−16)                      | −14 (−26)                    | −19 (−28)                    |
| الهطول إنش (مم)                          | 3.78 (96)                    | 3.68 (93)                    | 4.81 (122)                   | 4.39 (112)                   | 3.65 (93)                    | 4.08 (104)                   | 3.91 (99)                    | 3.91 (99)                    | 3.66 (93)                    | 4.35 (110)                   | 4.46 (113)                   | 4.52 (115)                   | 49.2 (1٬250)                 |
| متوسط تساقط الثلوج إنش (سم)              | 15.0 (38)                    | 11.9 (30)                    | 9.6 (24)                     | 2.6 (6.6)                    | 0 (0)                        | 0 (0)                        | 0 (0)                        | 0 (0)                        | 0 (0)                        | 0.2 (0.51)                   | 2.1 (5.3)                    | 11.5 (29)                    | 52.8 (134)                   |
| متوسط أيام هطول الأمطار (≥ 0.01 in)      | 11.0                         | 9.5                          | 11.6                         | 11.8                         | 12.3                         | 11.3                         | 10.2                         | 9.4                          | 8.9                          | 10.1                         | 11.3                         | 11.1                         | 128.5                        |
| متوسط الأيام المثلجة (≥ 0.1 in)          | 7.3                          | 5.9                          | 4.8                          | 1.1                          | 0                            | 0                            | 0                            | 0                            | 0                            | 0.2                          | 1.2                          | 5.2                          | 25.7                         |
| ساعات سطوع الشمس الشهرية                 | 164.3                        | 169.5                        | 213.9                        | 228.0                        | 266.6                        | 288.0                        | 300.7                        | 275.9                        | 237.0                        | 207.7                        | 144.0                        | 142.6                        | 2٬638٫2                      |
| المصدر #1: Weather Channel               |                              |                              |                              |                              |                              |                              |                              |                              |                              |                              |                              |                              |                              |
| المصدر #2: NOAA (extremes 1904–present), |                              |                              |                              |                              |                              |                              |                              |                              |                              |                              |                              |                              |                              |

## أعلام
- هوراس إيفرت
- تيم يفبفر
- ميخائيل دريسكول
- كالفين ر. جونسون
- سام بيرنز